# 内斯特河畔拉巴特
内斯特河畔拉巴特（法語：La Barthe-de-Neste，法語發音：[la baʁt də nɛst]），法国西南部市镇，位于奥克西塔尼大区上比利牛斯省，隶属于巴涅尔德比戈尔区，其市镇面积为7.62平方公里，2022年1月1日时人口数量为1,245人，在法国城市中排名第8,314位。
内斯特河畔拉巴特位于上比利牛斯省东部，内斯特河左岸，多条公路在此交汇。

## 地名来源
“拉巴特”一名来源于加斯科涅语“barta”，意为“河边长满草丛的土地”，其现代奥克语名称为。
“La Barthe-de-Neste”在《世界地名翻译大辞典》中被纯音译为拉巴特-德内斯特。

## 历史
内斯特河畔拉巴特的起源尚不清楚，当地中世纪中期曾为一个子爵都城，14世纪末绝嗣，此后内斯特河畔拉巴特长期为一处普通农业村落，属于四谷行省的一部分。法国大革命后，内斯特河畔拉巴特成为上比利牛斯省的一个市镇，并在1790至1795年间为当地的一个地区行署。

## 地理

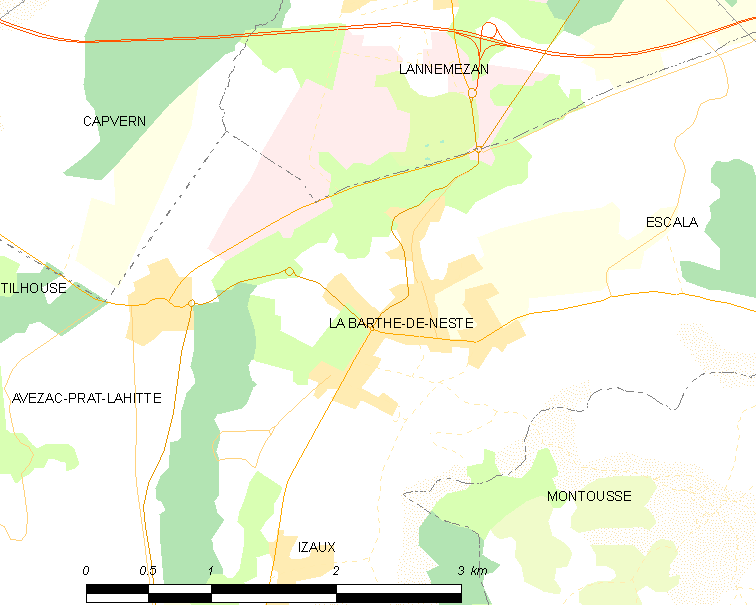
内斯特河畔拉巴特市镇范围地图

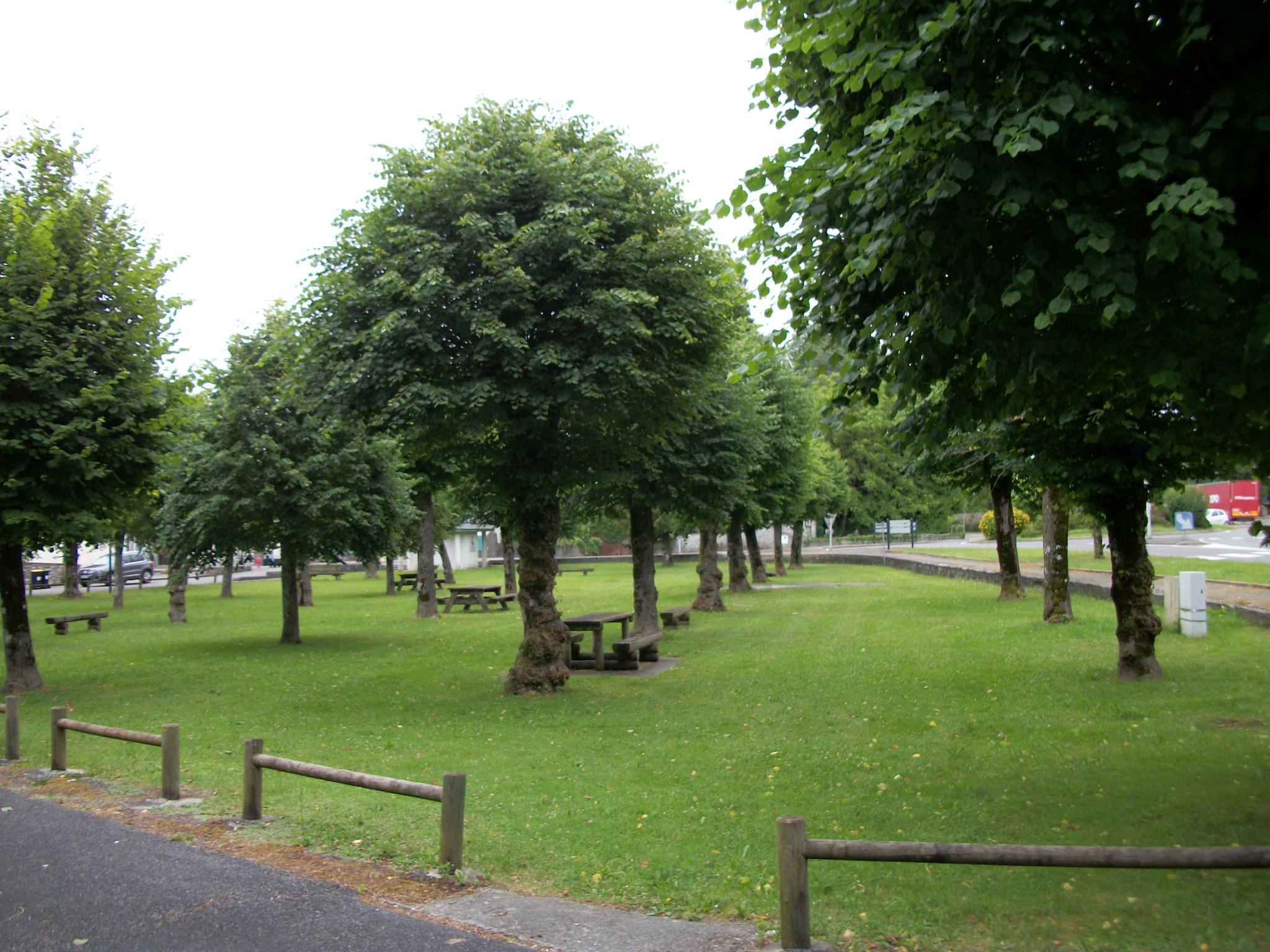
内斯特河畔拉巴特市区的一处绿地

内斯特河畔拉巴特位于法国西南部，奥克西塔尼大区西南部和上比利牛斯省东部，距离省会塔布大约37公里。与内斯特河畔拉巴特接壤的市镇包括：拉讷默藏、伊佐、阿沃扎克-普拉特-拉伊特、埃斯卡拉、蒙图塞。

### 地形
内斯特河畔拉巴特位于比利牛斯山北麓的山前地区，境内以浅丘为主，市镇中心地势较为平坦，全境海拔在516到658米之间。

### 水文
内斯特河自南向东部流经境内东部，后者是加龙河的左岸支流。人工开凿的内斯特运河则经过市镇范围西部。

### 植被
内斯特河畔拉巴特属于温带阔叶混交林区，林地主要分布于市镇范围西部区域。
在鲜花城市的评比中，内斯特河畔拉巴特暂未被评级。

### 气候
内斯特河畔拉巴特在柯本气候分类法中属于带有地中海特征的温带海洋性气候。

## 行政区划
内斯特河畔拉巴特是法国奥克西塔尼大区上比利牛斯省的一个市镇，编号为65069。内斯特河畔拉巴特隶属于巴涅尔德比戈尔区、上比利牛斯省第一选区以及内斯特-欧尔-卢龙县，同时也是拉讷默藏高原市镇公共社区的组成部分。
法国国家统计与经济研究所（简称）在进行数据统计时，未将内斯特河畔拉巴特划入任何城市核心区（Unité urbaine）及城市区（Aire urbaine）。自2020年起，内斯特河畔拉巴特被划入包含65个市镇的拉讷默藏城市辐射区内。此外，还将内斯特河畔拉巴特市镇整体看作一个“块区”（IRIS）。

## 交通

入城路牌

### 公路
多条上比利牛斯省省道在内斯特河畔拉巴特境内交汇。奥克西塔尼大区下属的城际客运提供巴士线路，可前往周边部分市镇。
2017年，84.9%的内斯特河畔拉巴特家庭拥有至少一辆私人汽车。2016年，内斯特河畔拉巴特境内共发生各类交通事故1起，造成1人受伤。

### 铁路
内斯特河畔拉巴特位于拉讷默藏－阿罗-卡代阿克铁路上，该铁路建成于1897年，已于1971年关闭。距离内斯特河畔拉巴特站最近的客运铁路车站为拉讷默藏站，该站停靠往返于图卢兹和波城一线的区域列车。

### 航空
距离内斯特河畔拉巴特最近的民用航空站为塔布-卢尔德机场，距离内斯特河畔拉巴特市中心的公路里程约47公里。

### 城市公共交通
截至2021年9月，内斯特河畔拉巴特城市公共交通系统。

## 政治

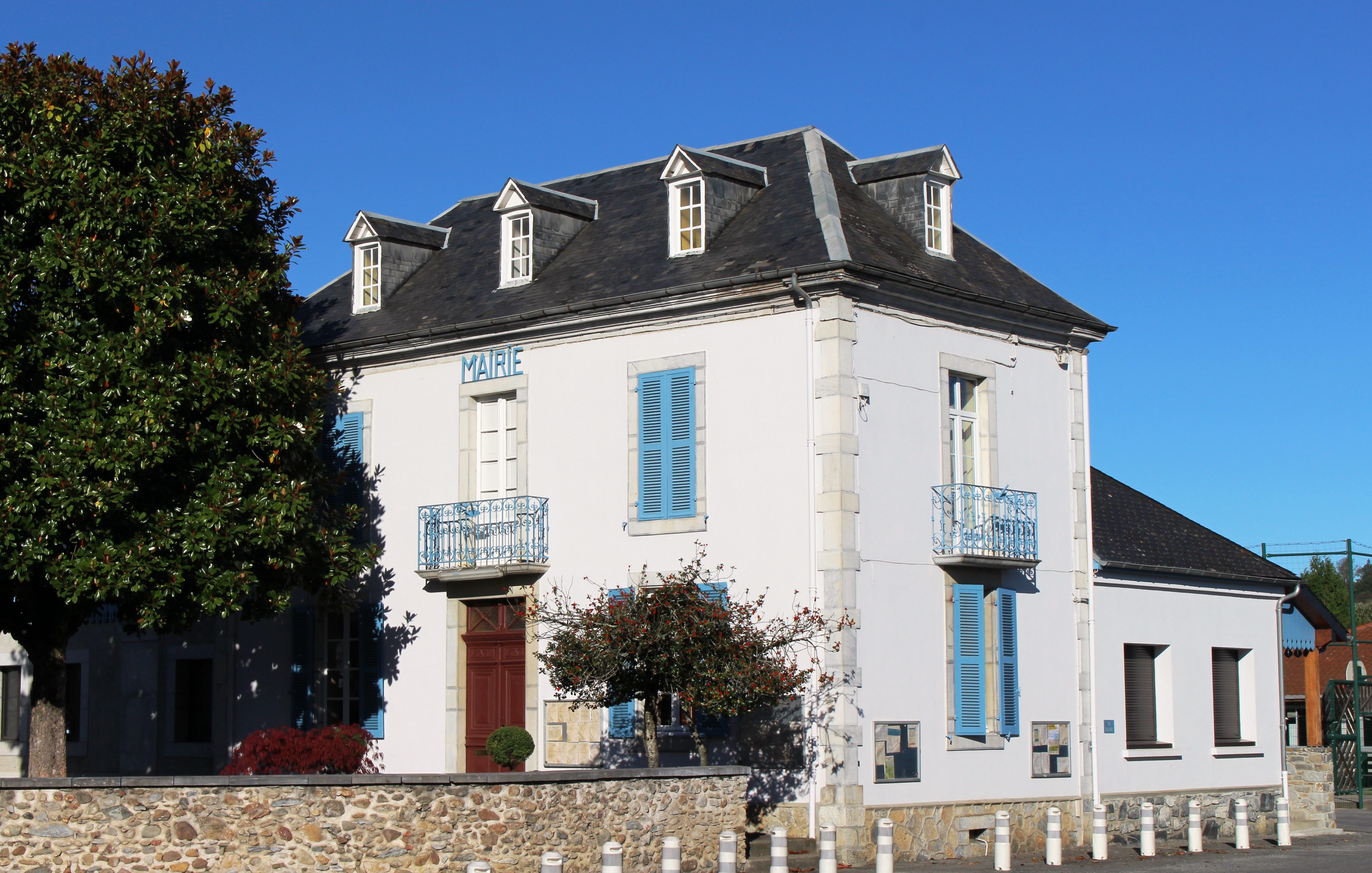
内斯特河畔拉巴特市政厅

内斯特河畔拉巴特的现任市长为菲利普·索拉兹先生（Philippe Solaz），他是一名无党派人士，在2020年的市政选举中获得了100%的支持率（无其他候选人）。
在2017年的法国总统大选中，法国第25任总统埃马纽埃尔·马克龙在内斯特河畔拉巴特获得了70.52%的支持率。

## 人口
2018年，内斯特河畔拉巴特市镇人口数量为1,225，在法国排名第8,314位。其中男性587人，女性640人，75岁及以上人口占12.6%，外籍人口数量为234人，人口密度为161人/平方公里，当地居民被称为（男性）或（女性）。2019年，内斯特河畔拉巴特境内出生8人，死亡人口12人。
| 年份   | 1936 | 1946 | 1954 | 1962  | 1968  | 1975  | 1982  | 1990  | 1999  | 2004  | 2009  | 2014  | 2018  |
| ------ | ---- | ---- | ---- | ----- | ----- | ----- | ----- | ----- | ----- | ----- | ----- | ----- | ----- |
| 人口數 | 620  | 716  | 784  | 1,016 | 1,336 | 1,364 | 1,137 | 1,086 | 1,056 | 1,153 | 1,167 | 1,217 | 1,225 |

## 经济

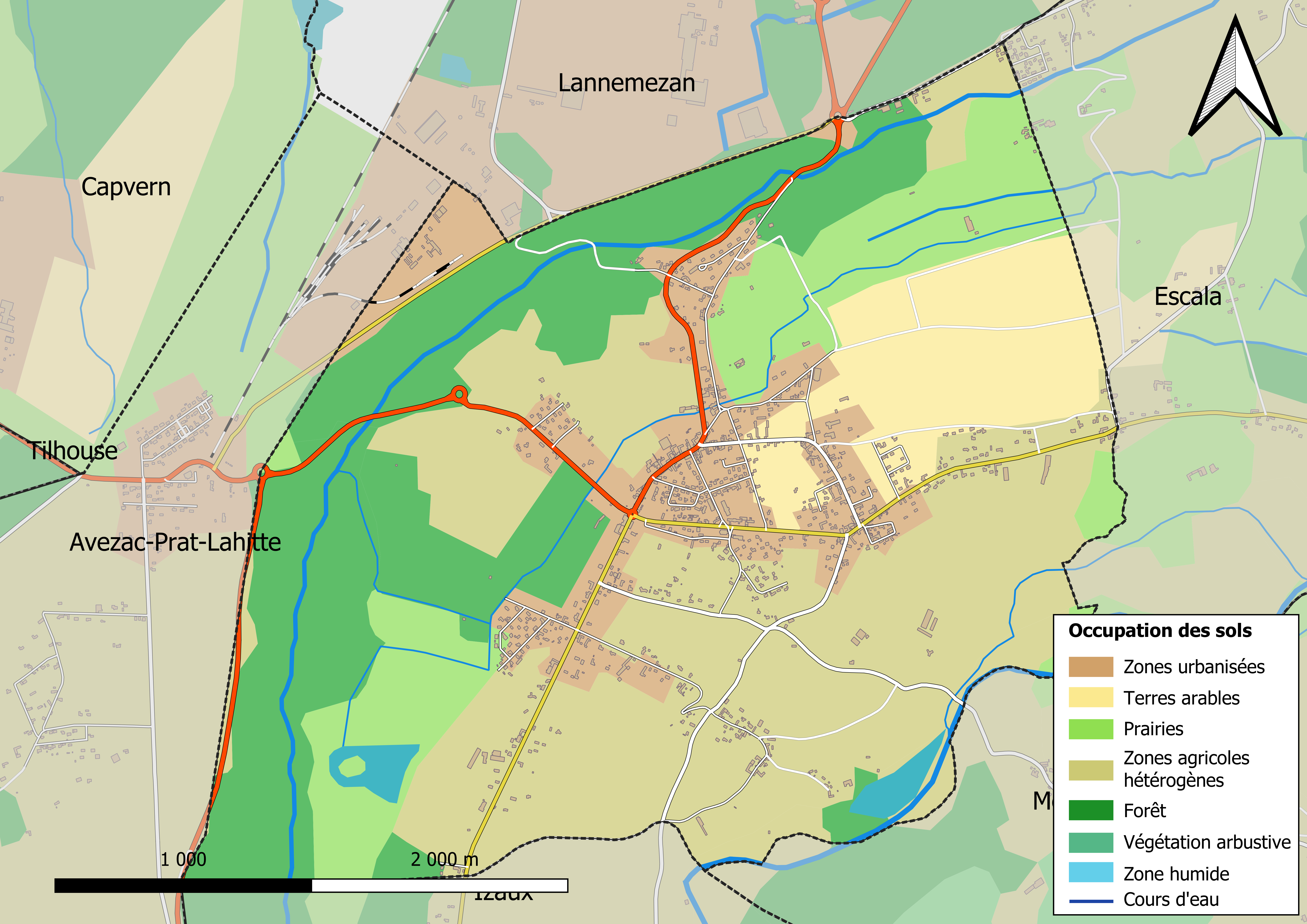
内斯特河畔拉巴特土地利用情况地图

截止2021年9月，内斯特河畔拉巴特共有各类用人单位（包含自雇）218家，平均历史为16年，均为中小型企业（PME）。（艺术部件）、（汽车维修）及（房梁工程）是当地2019年营业额最高的三个企业，分别为6,089,329欧元、494,096欧元和253,327欧元。

## 财政收入
2019年，内斯特河畔拉巴特的财政收入总额为1,403,600欧元，财政支出总额为1,031,090欧元，当年的债务总额为794,460欧元。2021年，内斯特河畔拉巴特共获得130,463欧元的国家财政补助，比上一年减少了0.6%。
2019年，内斯特河畔拉巴特的家庭平均月收入总额为2,290欧元，低于法国平均水平（2,318欧元）。
2017年，内斯特河畔拉巴特境内的青壮年（15至64岁）失业率为9.0%，当地50.9%的家庭拥有纳税资格，平均纳税3,158欧元，低于法国平均水平（3,888欧元）。

## 社会事务

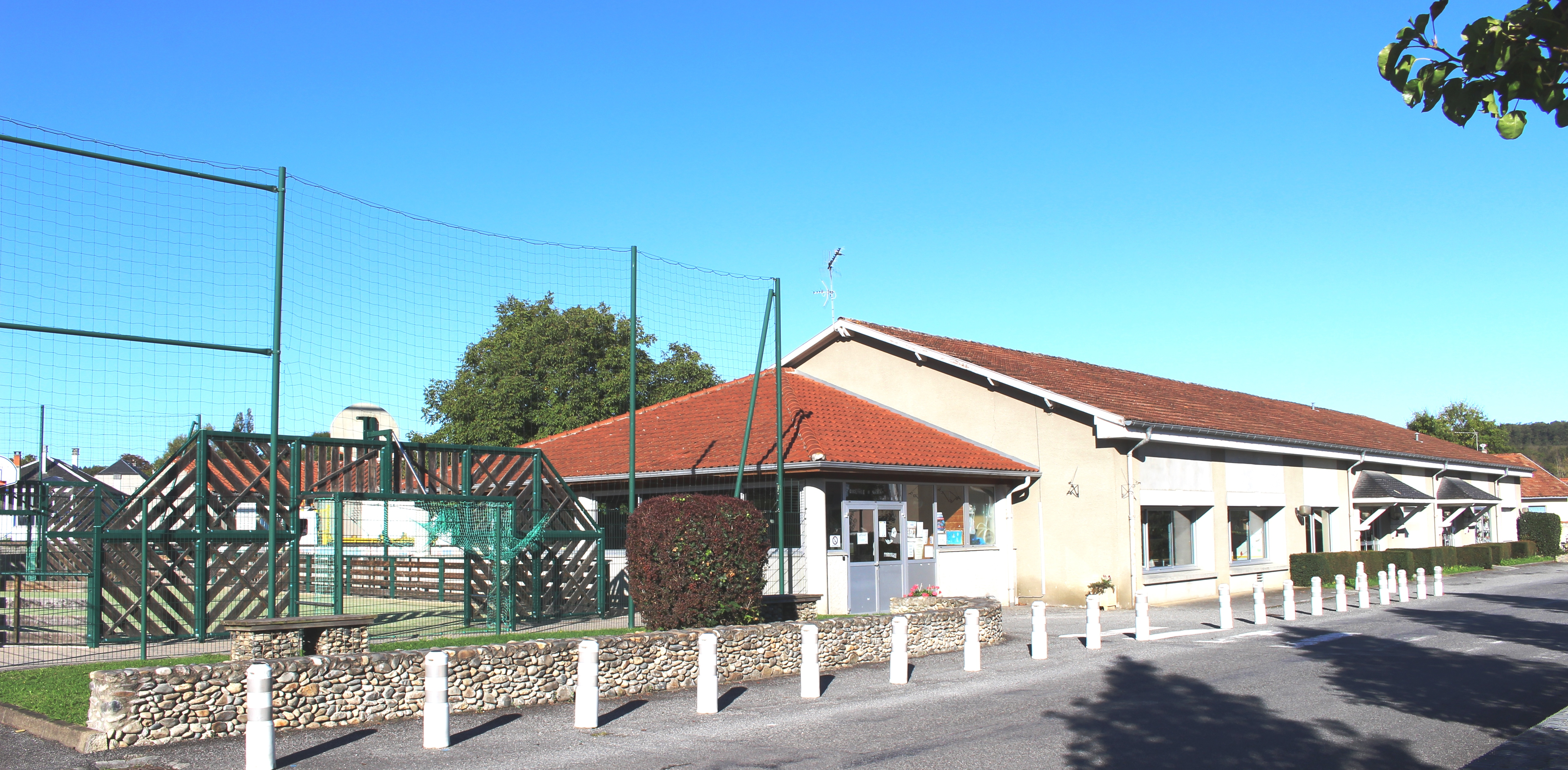
内斯特河畔拉巴特的一所学校

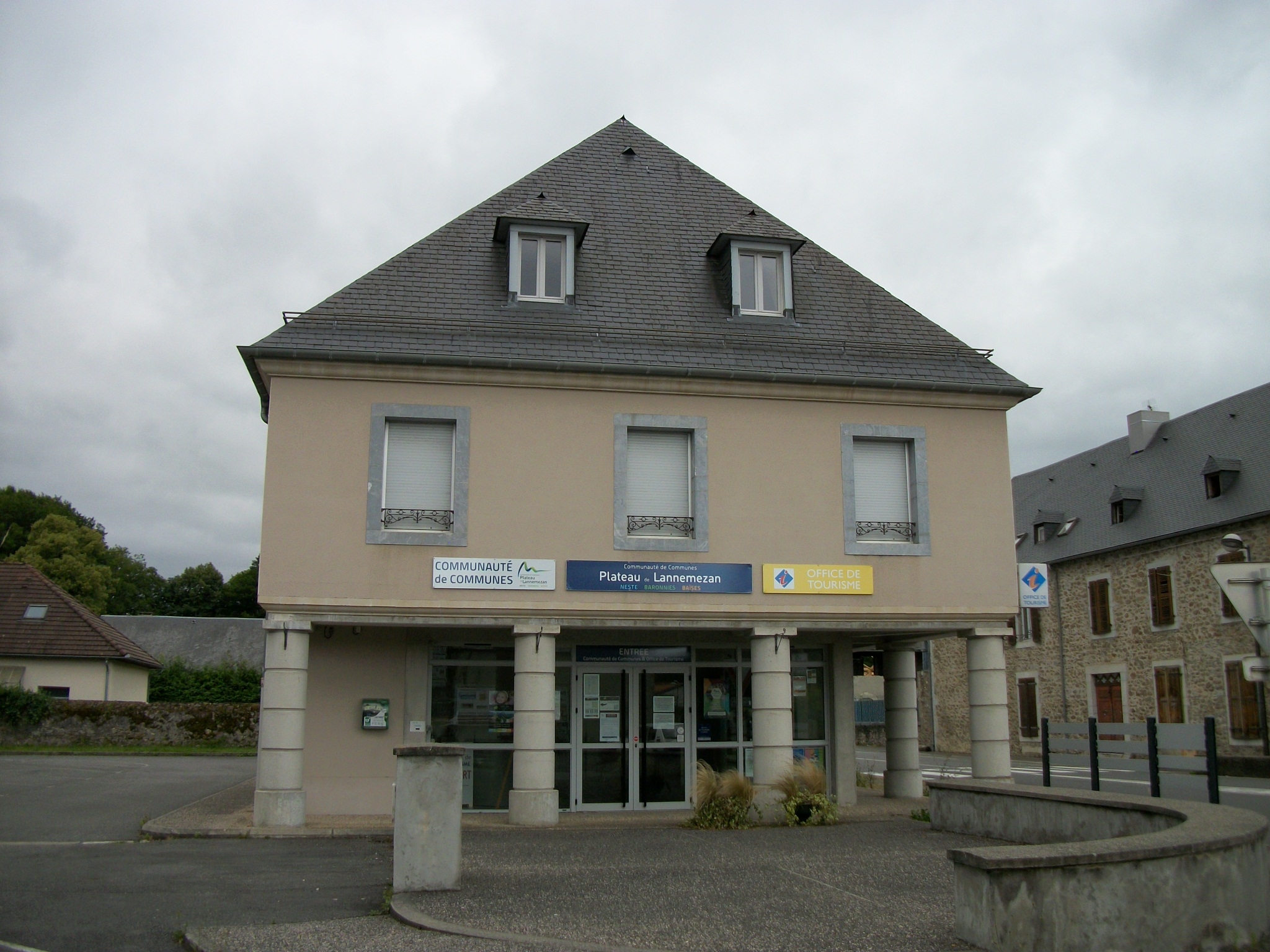
社区行政中心

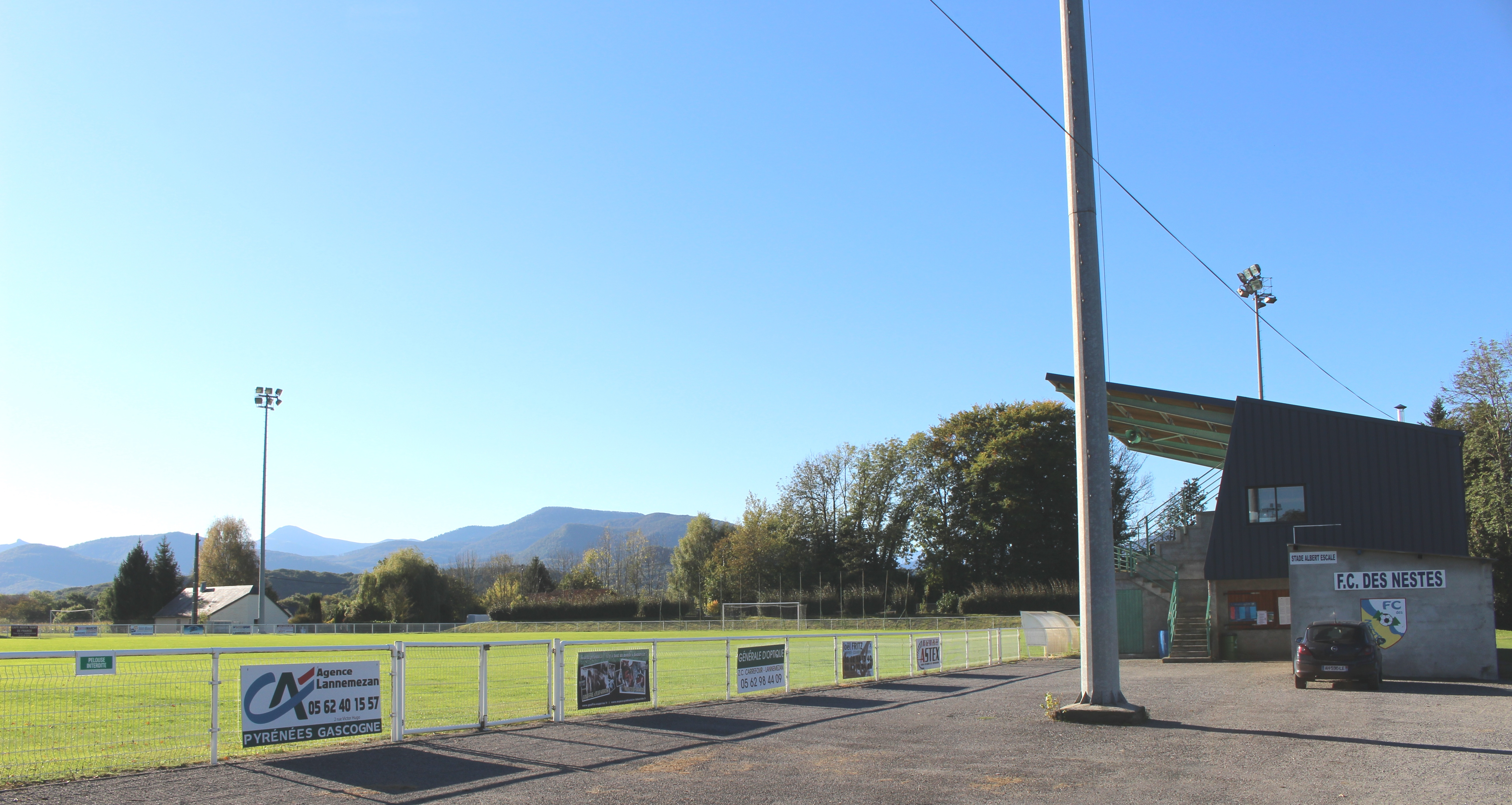
球场

### 教育
内斯特河畔拉巴特属于图卢兹学区。截止2019年1月1日，内斯特河畔拉巴特境内共有1所小学。

### 医疗
截止2019年1月1日，内斯特河畔拉巴特境内共有全科医生1名、保健师4名和护士5名。境内共有药房1家、养老院0家、残疾人帮扶中心0家。
距离内斯特河畔拉巴特最近的区域性医疗机构为“塔布中心医院”（Centre Hospitalier de Tarbes），其主病区位于塔布市区，设有床位352个，是当地规模最大的公立综合性医院。

### 住房
2017年，内斯特河畔拉巴特境内共有各类住房643套，其中92.7%为独立式居民区，6.8%为集中式居民区。常住房屋占内斯特河畔拉巴特市镇范围内居民建筑总量的89.3%。
在住房保障政策方面，2017年，内斯特河畔拉巴特境内共有43户家庭获得了住房经济补助，受益人数占总人口数量的3.5%，其中35份为房租补助。

### 商业
2019年，内斯特河畔拉巴特境内共有各类实体商铺34家，其中餐厅4家、杂货店1家、面包房1家、肉铺1家、美容美发店5家、汽车维修店3家。

### 体育
2019年，内斯特河畔拉巴特境内共有1间体育馆、6处网球场、1处马术场、1处足球或橄榄球场以及1处篮球或排球场。
截至2021年9月，内斯特足球俱乐部（F.C. des Nestes）是当地唯一的注册足球队，2021至2022赛季参加奥克西塔尼大区足球联赛。

### 环境
内斯特河畔拉巴特的环境事务由其所属的公共社区负责。2019年，内斯特河畔拉巴特境内暂无污染企业。

### 治安
2014年，内斯特河畔拉巴特及附近地区共发生各类案件1,636起，其中盗窃类案件950起，经济类案件170起，毒品交易类案件111起。

## 文化

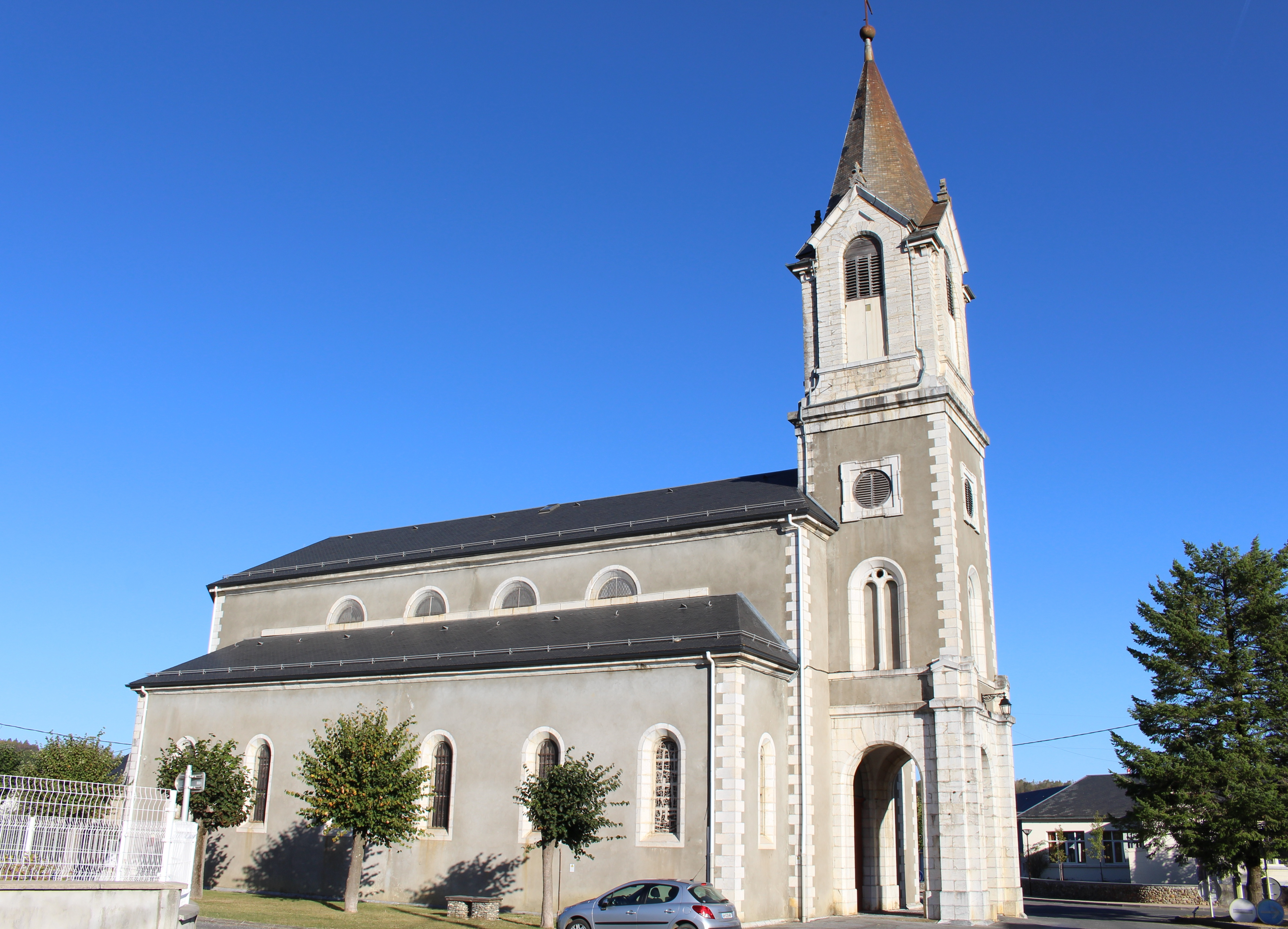
圣若翰洗者教堂

2019年，内斯特河畔拉巴特境内暂无任何文化设施。内斯特河畔拉巴特市政府提供多媒体中心，向公众全年开放。

### 建筑
内斯特河畔拉巴特境内有多处历史建筑，其中圣让巴蒂斯德教堂（Église Saint-Jean-Baptiste de La Barthe-de-Neste）是当地的地标性建筑物。

### 旅游
内斯特河畔拉巴特的旅游事务由其所属的公共社区负责。2020年，内斯特河畔拉巴特境内暂无任何游客接待设施。

### 媒体
法国主要的媒体均可在内斯特河畔拉巴特接收，法国电视三台下属的奥克西塔尼大区频道在部分时段播出内斯特河畔拉巴特所属区域的地方新闻。

## 友好城市
截至2021年8月，内斯特河畔拉巴特暂未建立任何友好城市关系。